# Exmouth Island
Exmouth Island är en ö i Kanada.   Den ligger i territoriet Nunavut, i den norra delen av landet, 3 700 km norr om huvudstaden Ottawa. Arean är 6,0 kvadratkilometer.
Terrängen på Exmouth Island är platt. Öns högsta punkt är 180 meter över havet. Den sträcker sig 2,9 kilometer i nord-sydlig riktning, och 3,6 kilometer i öst-västlig riktning.